# Milan Indoor 1997 - Qualificazioni singolare
Le qualificazioni del singolare  del Milan Indoor 1997 sono state un torneo di tennis preliminare per accedere alla fase finale della manifestazione. I vincitori dell'ultimo turno sono entrati di diritto nel tabellone principale. In caso di ritiro di uno o più giocatori aventi diritto a questi sono subentrati i lucky loser, ossia i giocatori che hanno perso nell'ultimo turno ma che avevano una classifica più alta rispetto agli altri partecipanti che avevano comunque perso nel turno finale.
Le qualificazioni del torneo Milan Indoor 1997 prevedevano 16 partecipanti di cui 4 sono entrati nel tabellone principale.

## Teste di serie
1. Assente
2. Jordi Burillo (primo turno)
3. Andrej Ol'chovskij (Qualificato)
4. Fernon Wibier (ultimo turno)

1. Cristiano Caratti (Qualificato)
2. Marzio Martelli (ultimo turno)
3. Nicolas Kiefer (Qualificato)
4. Daniele Musa (primo turno)

## Qualificati
1. Nicolas Kiefer
2. Daniele Musa

1. Andrej Ol'chovskij
2. Cristiano Caratti

## Tabellone

### Legenda
| - Q = Qualificato - WC = Wild card - LL = Lucky loser | - ALT = Alternate - SE = Special Exempt - PR = Protected Ranking | - w/o = Walkover - r = Ritirato - d = Squalificato |

### Sezione 1
|  | Primo turno  | Primo turno        | Primo turno | Primo turno | Primo turno |  |  | Ultimo turno | Ultimo turno   | Ultimo turno   | Ultimo turno | Ultimo turno |  |
|  |              |                    |             |             |             |  |  |              |                |                |              |              |  |
|  | Lars Rehmann | Lars Rehmann       | 4           | 7           | 7           |  |  |              |                |                |              |              |  |
|  | Pablo Albano | Pablo Albano       | 6           | 5           | 6           |  |  |              | Lars Rehmann   | Lars Rehmann   | 2            | 4            |  |
|  | 7            | Nicolas Kiefer     | 6           | 6           | 7           |  |  | 7            | Nicolas Kiefer | Nicolas Kiefer | 6            | 6            |  |
|  |              | Davide Sanguinetti | 4           | 7           | 6           |  |  |              |                |                |              |              |  |

### Sezione 2
|  | Primo turno | Primo turno   | Primo turno   | Primo turno | Primo turno |  |  | Ultimo turno  | Ultimo turno  | Ultimo turno | Ultimo turno | Ultimo turno |  |
|  |             |               |               |             |             |  |  |               |               |              |              |              |  |
|  |             | Diego Nargiso | Diego Nargiso | 6           | 6           |  |  |               |               |              |              |              |  |
|  | 2           | Jordi Burillo | Jordi Burillo | 4           | 2           |  |  | Diego Nargiso | Diego Nargiso | 6            | 4            | 5            |  |
|  |             | Daniele Musa  | Daniele Musa  | 6           | 6           |  |  | Daniele Musa  | Daniele Musa  | 2            | 6            | 7            |  |
|  | 8           | Nicola Bruno  | Nicola Bruno  | 0           | 1           |  |  |               |               |              |              |              |  |

### Sezione 3
|  | Primo turno | Primo turno        | Primo turno        | Primo turno | Primo turno |  |  | Ultimo turno | Ultimo turno       | Ultimo turno       | Ultimo turno | Ultimo turno |  |
|  |             |                    |                    |             |             |  |  |              |                    |                    |              |              |  |
|  | 3           | Andrej Ol'chovskij | Andrej Ol'chovskij | 7           | 6           |  |  |              |                    |                    |              |              |  |
|  |             | Giorgio Galimberti | Giorgio Galimberti | 6           | 2           |  |  | 3            | Andrej Ol'chovskij | Andrej Ol'chovskij | 6            | 6            |  |
|  | 6           | Marzio Martelli    | Marzio Martelli    | 6           | 6           |  |  | 6            | Marzio Martelli    | Marzio Martelli    | 4            | 4            |  |
|  |             | Cristian Brandi    | Cristian Brandi    | 2           | 2           |  |  |              |                    |                    |              |              |  |

### Sezione 4
|  | Primo turno | Primo turno       | Primo turno       | Primo turno | Primo turno |  |  | Ultimo turno | Ultimo turno      | Ultimo turno      | Ultimo turno | Ultimo turno |  |
|  |             |                   |                   |             |             |  |  |              |                   |                   |              |              |  |
|  | 4           | Fernon Wibier     | Fernon Wibier     | 6           | 6           |  |  |              |                   |                   |              |              |  |
|  |             | Davide Scala      | Davide Scala      | 2           | 3           |  |  | 4            | Fernon Wibier     | Fernon Wibier     | 6            | 6            |  |
|  | 5           | Cristiano Caratti | Cristiano Caratti | 6           | 6           |  |  | 5            | Cristiano Caratti | Cristiano Caratti | 7            | 7            |  |
|  |             | Antonio Altobelli | Antonio Altobelli | 4           | 4           |  |  |              |                   |                   |              |              |  |